# Румыния на летних Олимпийских играх 2004
Румыния на летних Олимпийских играх 2004 была представлена 108 спортсменами. По сравнению с прошлыми играми сборная Румынии завоевала на 7 медалей меньше и заняла 14-е место в неофициальном командном зачёте. Главной героиней игр в составе сборной Румынии стала гимнастка Каталина Понор, завоевавшая три золотых медали.

## Награды

### Золото
| Золото | |                                              |
| №      | Спортсмены | Вид спорта (дисциплина)                      |
| 1      | Джорджета Дамьян Вьорика Сусану | Академическая гребля (двойка без рулевого)   |
| 2      | Анджела Алупей Констанца Бурчикэ | Академическая гребля (двойка лёгкий вес)     |
| 3      | Джорджета Дамьян Дойна Игнат Лилиана Гафенку Елена Джорджеску Элисабета Липэ Йоана Папук Вьорика Сусану Родика Флоря Аурика Бэрэску | Академическая гребля (восьмерка)             |
| 4      | Кэтэлина Понор | Спортивная гимнастика (бревно)               |
| 5      | Кэтэлина Понор | Спортивная гимнастика (вольные упражнения)   |
| 6      | Моника Рошу | Спортивная гимнастика (опорный прыжок)       |
| 7      | Моника Рошу Кэтэлина Понор Оана Бан Александра Еремия Николета Шофрони Сильвия Строэску                                             | Спортивная гимнастика (командное первенство) |
| 8      | Камелия Потек | Плавание (200 м, вольный стиль)              |

### Серебро
| Серебро |                   |                                            |
| №       | Спортсмены        | Вид спорта (дисциплина)                    |
| 1       | Ионела Тырля      | Лёгкая атлетика (400 м с/б)                |
| 2       | Мариан Опря       | Лёгкая атлетика (тройной прыжок)           |
| 3       | Марьян Дрэгулеску | Спортивная гимнастика (вольные упражнения) |
| 4       | Мариус Урзикэ     | Спортивная гимнастика (конь)               |
| 5       | Николета Шофрони  | Спортивная гимнастика (вольные упражнения) |

### Бронза
| Бронза |                                                                                         |                                              |
| №      | Спортсмены                                                                              | Вид спорта (дисциплина)                      |
| 1      | Йонуц Геогре                                                                            | Бокс (до 64 кг)                              |
| 2      | Мария Чонкан                                                                            | Лёгкая атлетика (1500 м)                     |
| 3      | Марьян Дрэгулеску                                                                       | Спортивная гимнастика (опорный прыжок)       |
| 4      | Мариус Урзикэ Марьян Дрэгулеску Илиэ Попеску Дан Николаэ Потра Рэзван Шелариу Иоан Сучу | Спортивная гимнастика (командное первенство) |
| 5      | Александра Еремия                                                                       | Гимнастика (бревно)                          |
| 6      | Рэзван Флоря                                                                            | Плавание (200 м, на спине)                   |

## Состав олимпийской сборной Румынии

### Плавание
Спортсменов — 2
В следующий раунд на каждой дистанции проходили лучшие спортсмены по времени, независимо от места занятого в своём заплыве.
Мужчины
| Спортсмен    | Соревнование        | Предварительные заплывы | Предварительные заплывы | Полуфиналы | Полуфиналы | Финал     | Финал     |
| Спортсмен    | Соревнование        | Результат               | Место                   | Результат  | Место      | Результат | Место     |
| ------------ | ------------------- | ----------------------- | ----------------------- | ---------- | ---------- | --------- | --------- |
| Драгош Коман | 400 м вольный стиль | 3:51,73                 | 16                      |            |            | Не прошёл | Не прошёл |

Женщины
| Спортсменка     | Соревнование   | Предварительные заплывы | Предварительные заплывы | Полуфиналы | Полуфиналы | Финал     | Финал     |
| Спортсменка     | Соревнование   | Результат               | Место                   | Результат  | Место      | Результат | Место     |
| --------------- | -------------- | ----------------------- | ----------------------- | ---------- | ---------- | --------- | --------- |
| Беатрис Кэшлару | 400 м комплекс | 4:46,94                 | 14                      |            |            | Не прошла | Не прошла |